# 乌兰站
乌兰站，位于中华人民共和国青海省海西蒙古族藏族自治州乌兰县希里沟镇，是青藏铁路上的火车站，建于1979年，由青藏铁路公司管辖。

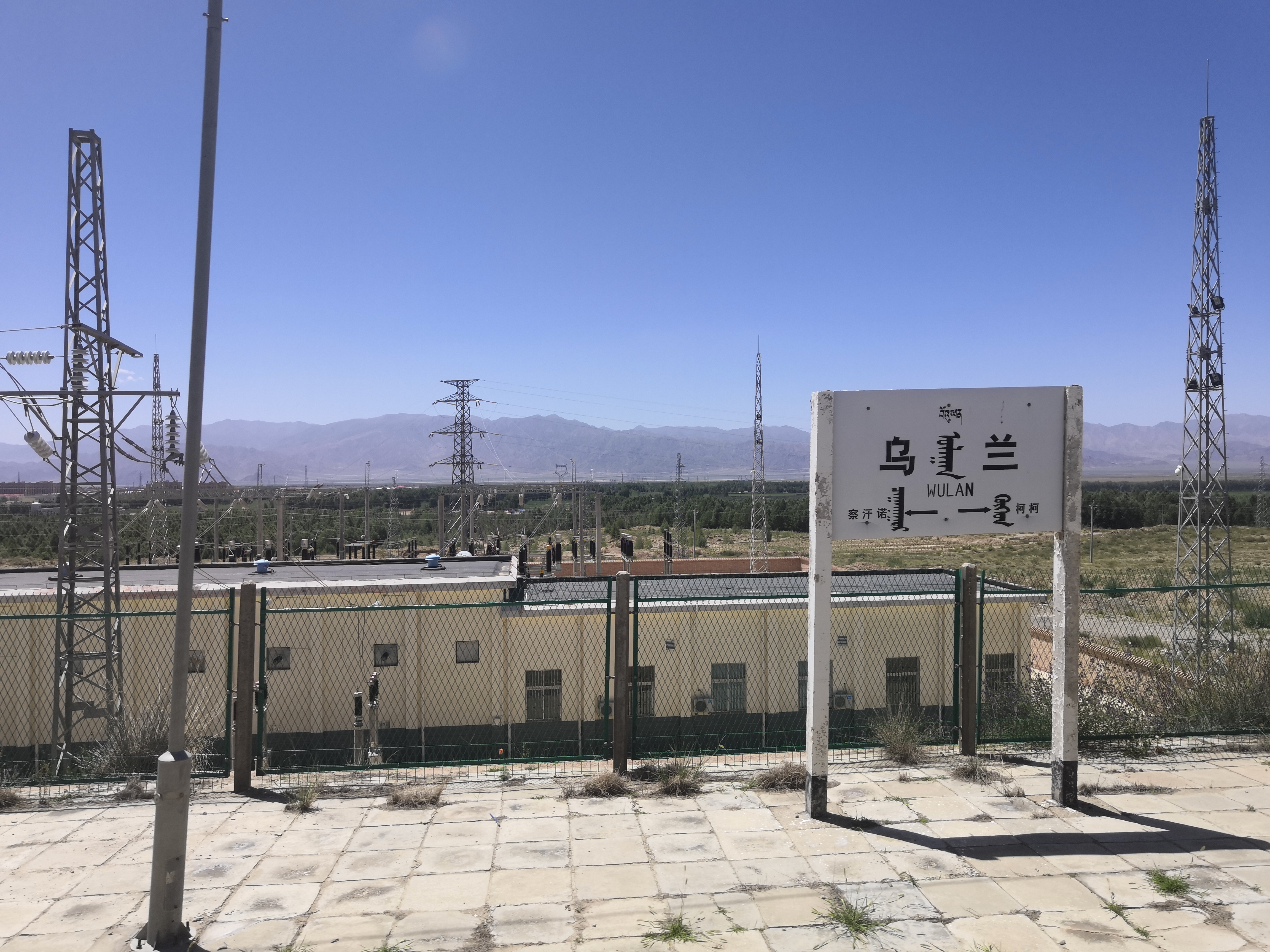
2020年，列车上抓拍的乌兰站站牌

## 車站周邊
- 茶德高速公路
- 乌兰金子海大酒店
- 乌兰县人民法院
- 乌兰县公安局
- 青海乌兰县人民广场
- 乌兰县第一中学
- 中国建设银行乌兰支行
- 乌兰县第一完全小学
- 乌兰汽车站
- 乌兰银海商务宾馆

## 歷史
- 建于1979年。

## 外部連結
- 中国铁路客户服务中心（页面存档备份，存于）